# مشاركة شبابية
المشاركة الشبابية أو إشراك الشباب هو الشعور الذي يشعر به الشباب تجاه شخص معين أو نشاط أو مكان أو نتيجة. وقد كانت محور تركيز تنمية الشباب والسياسة العامة وحركات التغيير الاجتماعي لمدة أربعين عاما على الأقل.

## نبذة
دراسة استكشاف الشباب والاستقلالية تعرف مشاركة الشباب بأنها «إشراك الشباب في خلق مصائرهم الخاصة»، وتقترح أن في العمل الاجتماعي يعني «إشراكهم فعليا في التخطيط وتشجيعهم على الدعوة لأنفسهم». وقد لخص هذا الشعور أفضل ما قاله الشباب الذين قالوا: «لا شيء عنا بدوننا». وقد ظهر مفهوم مشاركة الشباب في السنوات الأخيرة كنهج رائد وأوسع قاعدة وأفضل الممارسات لتلبية احتياجات الشباب، بما في ذلك الشباب المعرضين للخطر، وهي عملية تقدم مشاركة ذات مغزى للشباب - أي المشاركة مع العاطفة - والفرص للشباب لتحمل المسؤولية والقيادة في حين تعمل في شراكة مع الكبار الرعاية الذين يقدرون واحترام وتقاسم السلطة معهم.
تشير الأبحاث إلى أن وجود خلفية أسرية داعمة، وموجهين أو نماذج، والمشاركة في الأنشطة التعاونية، وزراعة الاهتمام الأصيل، والتوعية بالقضايا الأخلاقية والسياسية، والسمات مثل الحساسية الأخلاقية والتفاؤل هي من بين العوامل الرئيسية التي تدعم مشاركة الشباب. واستكشفت دراسة منفصلة «أدوار دعم الكبار، بيئة صديقة للشباب، والانتهاء من المهام ذات مغزى، والتعلم والاستفادة من المهارات الجديدة» كدعم رئيسي. وتشير دراسات أخرى إلى أن مجالس الشباب، ووسائل الإعلام التي يقودها الشباب، والمجالس الاستشارية للشباب، وتنظيم الشباب وغير ذلك من أنشطة الدعوة الذاتية وأنشطة تنمية الشباب المجتمعي هي أفضل السبل لتحقيق مشاركة الشباب. كما أشير إلى الأنشطة التقليدية مثل مؤتمرات الشباب. واستشهد أيضا بالاستشارات المتعلقة بالسياسة العامة، والمشاركة في الائتلافات المجتمعية، وإشراك الشباب في اتخاذ القرارات التنظيمية، والتعلم القائم على الخدمات المدرسية. فكل من الفلسفة والأنشطة في إطار برنامج أو نشاط يجب أن تكون «ملائمة» للشباب المشاركين فيها. وفي الولايات المتحدة، أشير إلى الأنشطة والحملات، بما في ذلك الأنشطة التي تقوم بها اللجنة الوطنية المعنية بالموارد من أجل الشباب والاتصالات الشبابية، من أجل فعاليتها في إشراك الشباب. 

## سلسلة الأنشطة
حددت البحوث طائفة من النهج المتبعة في إشراك الشباب، بدءا بتدريب الكبار الذين يعملون مع الشباب. وتتراوح هذه البرامج من البرامج التقليدية التي تعالج الشباب كزبائن للمنظمات التي يقودها الشباب من أجل الشباب. وهناك أيضا جماعات تشجع على المشاركة بين الشباب غير المعتادين تقليديا من خلال العمل على تعزيز مشاركة الشباب بشكل أكبر خارج البرنامج أو المنظمة نفسها. ومن النقاط الأخرى في هذا الطيف ما يلي: 
- خدمة الشباب: يستهدف البرنامج الشباب كمستهلكين للخدمة
- مدخلات الشباب: یقوم الشباب بتقییم أو تقدیم تعلیقات حول البرنامج
- المشاركون الشباب: يشارك الشباب في تطوير البرامج و / أو التسليم و
- القيادة الشبابية: مفهوم البرنامج و / أو منظمة جاء من الشباب
- ربط الشباب: يساعد النشاط التفاعل بين الشباب ويبني الروابط من خلال وسائل اجتماعية

لكل منها قيمة، وحيث يعتمد البرنامج أو المجموعات على مدى مشاركة الشباب في البرنامج بمشاركة جادة، ومدى ما تعرضه المنظمة فإن البرنامج لديها سياسات وهياكل أساسية لدعم مشاركة الشباب بطريقة هادفة.

## النتائج
تعترف عدد من المؤسسات بأن مشاركة الشباب هي أفضل الممارسات في برامج الشباب. على سبيل المثال، تشجع مؤسسة بول ألين مشاركة الشباب كسبيل لتحقيق إتقان القراءة في وقت مبكر، وتوسيع فرص التعلم التجريبي، وإشراك الشباب في تلبية احتياجات المجتمع. تدعم مؤسسة والتر ومؤسسة دنكان غوردون في كندا مشاركة الشباب لأنها تعتقد أن الشباب الكنديين "يميلون بالفعل إلى التفكير عالميا، والاستفادة من الفرص لتوسيع فهمهم للتحديات العالمية؛ نريد الإسهام بأفكار ووجهات نظر جديدة للنقاش حول السياسة الدولية الكندية و "إبداعية في استخدامهم للتكنولوجيات الجديدة لزيادة مشاركتهم في العالم". وتعترف مؤسسة أونتاريو تريليوم بمشاركة الشباب كأفضل الممارسات، وقد وضعت إطارا لدعم مشاركة الشباب في منحها وتشجيع التطبيقات التي تشمل نهج إشراك الشباب. تقوم هاندس أون ليرنينج أستراليا بتنفيذ برامج إشراك الشباب كجزء لا يتجزأ من التعليم الثانوي في المدارس الأسترالية. وتحاول هذه البرامج إعادة دمج الشباب في سن الدراسة من خلال بناء علاقات قوية في سياق الأنشطة العملية، وكذلك معالجة قضايا محو الأمية والحساب. 
حددت مشاركة الشباب كتدبير رئيسي في تعزيز برامج صحة المراهقين. كما كانت زيادة احتمال تصويت الشباب نتيجة للبرامج المذكورة. ويشكل إشراك الشباب في الفرص المؤيدة للمجتمع أيضا هدفا في مجال تنمية الشباب الإيجابي. 
ينظر إليها أيضا على أنها عنصر مركزي لتطوير «المشاركة الشاملة» في المجتمع المدني. وقد استخدمت العديد من المبادرات الوطنية هذا الاعتقاد لترشيد مجموعة متنوعة من البرامج، بما في ذلك الجهود التي تركز على المشاركة المدنية والعدالة الاجتماعية وإصلاح التعليم. في هذا المجال الأخير، يتم استخدام مشاركة الطلاب لمعالجة هذه القضايا على وجه التحديد داخل البيئات المدرسية. وقد اعترف العديد من الباحثين، مثل باري تشيكواي، وبيتر ليفين وشون جينوريت، فضلا عن المدافعين بما في ذلك كارين بيتمان وآدم فليتشر لجهودهم لتعزيز مشاركة الشباب.

## التحديات
تواجه مشاركة الشباب مجموعة متنوعة من العقبات. وهي تشمل «انقساما في ما يعتقد الكبار أنه مهم بالنسبة للشباب، وما يفعلونه فعليا»، فضلا عن المعايير الاجتماعية التي تشجع مشاركة الشباب، ووجود قواعد قوية تثني عن شراكات الشباب / الكبار. وأشير أيضا إلى وجود انفصال تاريخي بين تنمية الشباب الإيجابي والمشاركة المدنية كحاجز رئيسي.

## الابتكارات
حققت مشاركة الشباب نموا كبيرا على مدى السنوات الست الماضية مع ظهورالشبكات الاجتماعية. وتتحول الآن الأنشطة التي تعزز تنمية الشباب وحركات التغيير الاجتماعي إلى الشبكة العالمية، مما يعزز المجتمعات المحلية على الإنترنت على أساس المصالح والأسباب والغرض. فالشباب يروجون للأفكار وينشدون أهدافهم وينظمون المجموعات المجتمعية ويشاركون في المناقشات السياسية ويستعيدون الهويات ويخلقون الهويات ويتواصلون مع الآخرين ويتحملون هذه الشبكات القوة الكاملة كبيئاتهم الشخصية. المشاركة على الشبكات الاجتماعية «تشكل وتحافظ على رأس المال الاجتماعي، وهو البعد الذي يقيم قدرة الفرد على البقاء على اتصال مع أفراد المجتمع». ويحفز هذا النشاط من خلال النشاط المميز للمجتمع الافتراضي. وتشارك مواقع الشبكات الاجتماعية نشاطا من قبيل العرض الفردي للنفس، وتوضيح وبناء الشبكات الخارجية، وخلق التعاون المتصل بالعمل، وبناء علاقات رومانسية، وإثارة المناقشات السياسية، وربط مجموعات الطلاب الجامعيين والفرص، وتقاسم الهوايات والاهتمامات، وتشكيل أي شيء يفي أساسا الخيال، جعل ممكنا من خلال القدرات المبتكرة للتكنولوجيا الحالية. الشباب اليوم قادرون على «ربط الشبكات حاليا لعضوية الإنترنت» من خلال مواقع الشبكة الاجتماعية الحالية مثل الفيسبوك وتويتر ولينكد إن، وماي سبيس، وفريندستر، وبلوجر. وهم يدعمون «الحفاظ على الروابط الاجتماعية القائمة وتكوين صلات جديدة، والتواصل مع الآخرين خارج مجموعتهم الاجتماعية أو موقعهم السابق، وتحريرهم لتشكيل مجتمعات حول المصالح المشتركة». ويؤدي هذا زيادة رأس المال الاجتماعي إلى تعزيز مشاركة الشباب وإدارة التفاعلات فيما بينهم والأحداث الجارية في جميع أنحاء العالم، وتغيرات الحياة الرئيسية، والعلاقات لأنها تنتقل من مجتمع واحد حاليا إلى آخر مثل تغيير المدارس أو الانضمام إلى مختلف الجماعات المدنية والمجتمعية. إن كثافة واستخدام المجتمعات عبر الإنترنت هي مؤشرات موثوقة للاتجاهات الحالية بين الشباب والرفاه النفسي. والنمو القوي لهذه التكنولوجيا الحالية ينمو باطراد ويصبح نسبة أكبر من التفاعلات اليومية للشباب.